# Cultura de l'antic Egipte

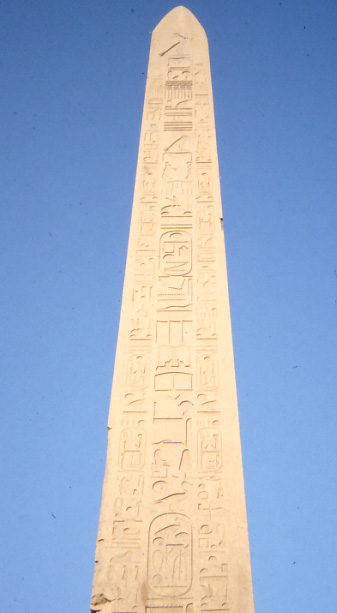
Obelisc de Tuthmosis III erigit en el temple de Karnak (s. XV aC)

La cultura de l'antic Egipte es conforma a partir de la forma de vida, costums i tradicions existents en la societat egípcia de l'antiguitat. Es va iniciar en el Neolític i evolucionar al llarg de 3.000 anys, fins a la època romana, quan pràcticament va desaparèixer en adoptar la de l'Imperi Romà, i sobretot els costums cristians. La història de l'antic Egipte com a estat unificat comença al Neolític, cap a l'any 3150 aC, i es divideix en tres imperis amb períodes intermedis de dominació per governants estrangers i conflictes interns. L'Imperi Antic (2700 - 2200 aC) es va caracteritzar per la florida de les arts i la construcció d'immenses piràmides. Durant l'Imperi Mitjà (2050-1800 aC), després d'una etapa de descentralització, Egipte va conèixer un període d'esplendor en la seva economia. A l'Imperi Nou (1567-1085 aC) la monarquia egípcia va arribar la seva edat daurada conquerint als pobles veïns i expandint els seus dominis sota la direcció dels faraons de la dinastia XVIII d'Egipte. La decadència de l'imperi faraònic va començar cap a 1075 aC, arran de diverses incursions d'exèrcits d'altres pobles. Tot i això la cultura egípcia va mantenir les seves característiques fonamentals fins a la dominació romana, influint en tot el Mediterrani occidental. Els últims sacerdots d'Isis, a l'illa de File, van mantenir el seu culte fins que va ser prohibit per Justinià I, a 535 dC, l'idioma es manté, amb la lògica evolució a través dels anys, en idioma copte que utilitza l'Església Ortodoxa Copta com llengua litúrgica.

## Art

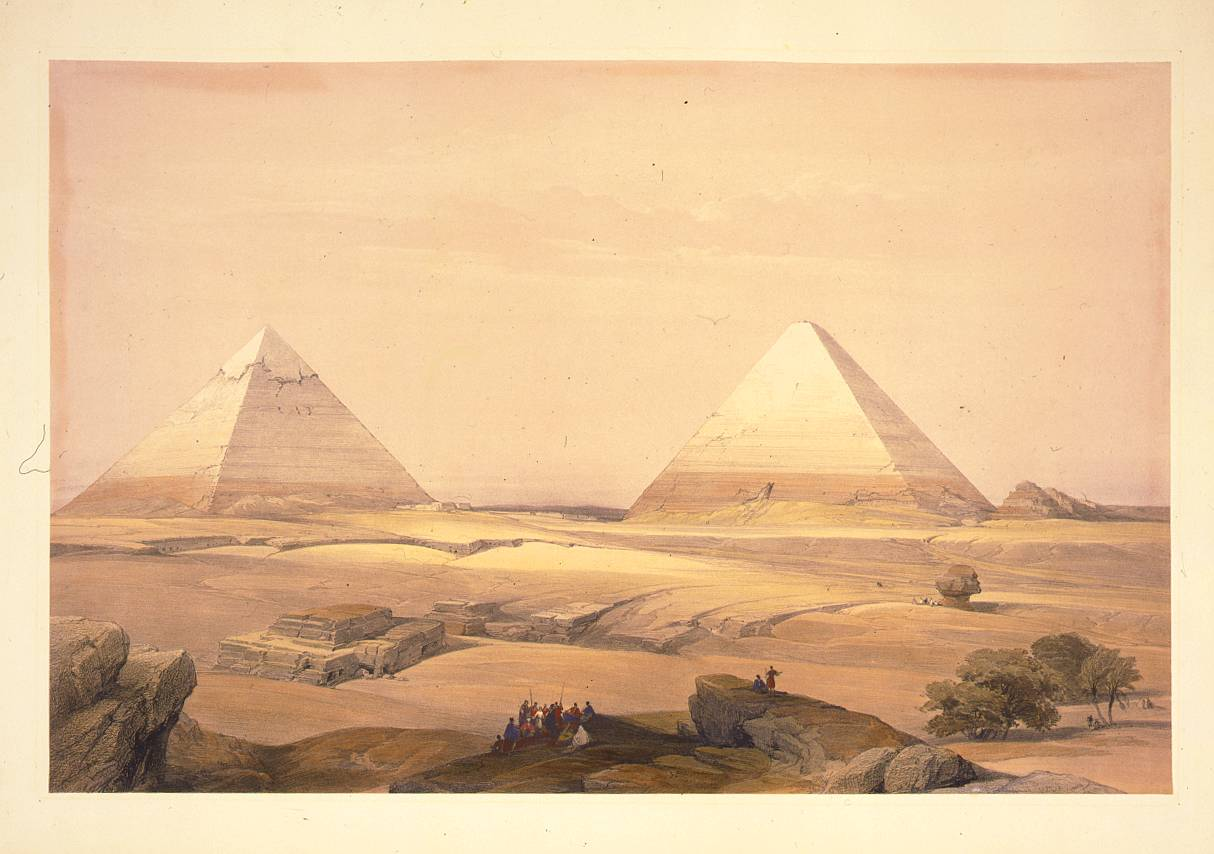
Guiza: Litografia del.

Una de les característiques de l'antic Egipte va ser el seu singular art, amb monumentals obres que generalment tenien caràcter simbòlic, funerari o religiós. Tot i que el concepte d'Art és modern, és perfectament utilitzable en l'arquitectura, escultura, pintura i joieria egípcies, i moltes de les seves realitzacions autèntiques obres d'art i no simples treballs de artesania.
L'art egipci es va caracteritzar per la fixació de pilars o motius constants des de l'inici de la història de l'Egipte unificat fins al final de la dominació romana. Aquest lapse de temps de gairebé tres mil anys va implicar un desenvolupament en els patrons artístics, els motius, les figures i les formes d'expressió, amb trencaments o innovacions revolucionàries com va ser el període amarnienc, on l'art seria totalment innovador respecte a la seva herència artística centenària.

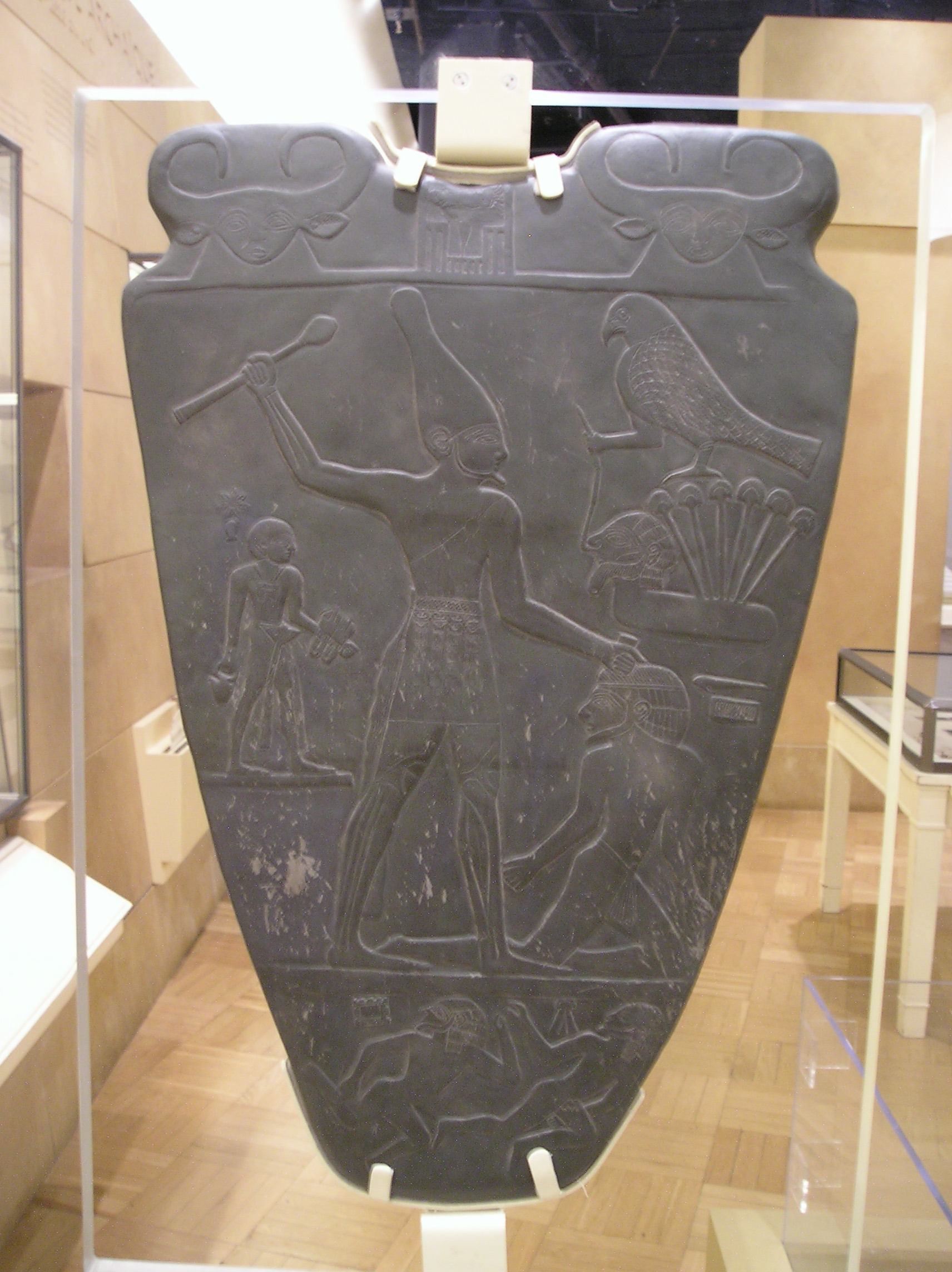
Paleta de Narmer, clàssica imatge del faraó "destrossant" als enemics. És un motiu constant i clar exemple de l'art com a expressió del poder polític.

El coneixement que tenim de l'art egipci es deu, principalment, als materials utilitzats, sigui pedra (calcària, gres o granit), metalls (or, electrum, coure i bronze), fusta (banús i cedre) i altres no menys valuosos com l'ivori, la faiança i el vidre.
Una faceta que caracteritza la cultura egípcia és el constant esforç per transmetre un concepte de tradició. Aquest esforç es tradueix en l'adopció de certs models o imatges a manera d'icones que es repeteixen en la successió de faraons. Llavors, malgrat que la història egípcia pot classificar-se en grans etapes com els Imperis Antic, Mitjà i Nou, molts d'aquestes formes artístiques poden repetir ja que han estat transformades en icones.

### Art com a expressió del poder polític
És una de les primeres vinculacions des del començament de la història. Les idees i les posicions polítiques vigents donarien el motiu principal per a la elaboració d'un sense nombre d'obres artístiques amb una clara idea de propaganda.
Davant cada evolució política i social de la història egípcia, sorgia la necessitat de transmetre determinat concepte polític que s'instrumenta mitjançant la projecció de determinada imatge. Siguin aquests processos polítics la reunificació de les Dues Terres , les campanyes militars a l'estranger o canvis teològics. Per tant, la instrumentació consistia en la construcció de nous temples, palaus o tombes, que lògicament tenien el seu correlat en l'elaboració d'escultures, murals, gravats, etc.
Sota aquest enfocament, l'eix principal és el motiu de l'obra. Aquest motiu és el pilar fonamental de la mateixa i determina els seus paràmetres: la distribució de les imatges en el pla (o superfície) a utilitzar, les mides de les imatges a representar segons un ordre de prelació basat en la importància dels personatges, i la utilització de certes formes a manera de síntesi del concepte a transmetre. La utilització de l'art en obres de clar tint propagandístic va ser un element comú. Durant l'Imperi Nou era freqüent que les campanyes militars tant a Núbia com a Síria i Canaan fossin representades en les successives ampliacions dels temples de Amon a Karnak. Així, els consecutius pilons d'aquests temples van ser adornats amb múltiples relleus on el faraó regnant es trobava lluitant contra enemics asiàtics o nubis.

### Religiositat de l'art
L'espiritualitat de l'egipci antic influir de gran manera en la vida quotidiana. La simbiosi de l'art i el religiós es va observar durant gairebé tota la història de l'art egipci.
En l'aspecte religiós, la multitud de deïtats significava també una necessitat d'identificació de les mateixes. L'art va ser en ajuda d'aquesta necessitat a conceptualitzar i sintetitzar a cada deïtat amb determinats elements que clarament els eren atribuïts. Així, cada representació d'un déu necessàriament portava un conjunt d'elements que feien possible la seva identificat tant en imatges de relleus o pintures com en escultures: Amon amb les dues plomes d'estruç de tocat, la imatge d'Osiris embolicada en blanc, simil mòmia, Horus amb la seva clàssica cap de falcó, Toth amb la de l'ibis, etc.
Una de les principals arestes es dona en el pla de les escultures. Les estàtues dels déus no només els representaven, sinó que eren elements clars per a l'adoració en els temples, denominats "les Mansions del Déu" . En el més recòndit dels temples s'ubicaven l'estàtua del déu, que era adorada i acurada com un ésser vivent. De fet, les escultures eren polides, vestides i perfumades com si fossin el déu mateix, ja que, dins de la cosmovisió de l'egipci, els déus niaven dins el cos mateix de l'escultura. Aquestes podien ser modelades en pedra, metall (generalment or) o fusta.

### Art en la vida quotidiana
És clar que les obres artístiques que han aconseguit arribar al dia d'avui són la majoria una expressió de l'ordre polític i religiós. La possibilitat de sufragar els costos de la seva creació estava acotada al faraó i els principals temples, ja que podien comptar amb els recursos necessaris per pagar als artesans. En avançar en el temps la civilització egípcia, la noblesa i els alts funcionaris van adquirir part de les riqueses, el que va possibilitar que aquells subjectes amb una més àmplia posició econòmica poguessin també accedir a obres artístiques que en general eren destinades al servei funerari, donada la importància del culte al més enllà.
Així, les tombes eren decorades amb imatges religioses com ara extractes del llibre del Amduat, fets transcorreguts durant la vida del difunt (en el cas d'aquells que exercien un càrrec dins de la burocràcia estatal) i imatges de la vida quotidiana de l'egipci. D'aquesta manera, escenes de cacera, recol·lecció agrícola, de música, etc. eren molt habituals en els murs de les tombes.
També han perdurat òstracon, com les trobades a Deir el Medina, amb caricatures i sàtires humorístiques.

## Arquitectura
Els egipcis van construir monumentals temples dedicats als déus, com els de Karnak o Abu Simbel, destacant-hi el seu gran impacte simbòlic, la mida i la gran harmonia i funcionalitat dels seus espais. I el més cèlebre d'Egipte, motiu d'investigacions i atracció de turistes, les piràmides, mastabes i cenotafis, la grandiositat depenia de la classe social del personatge a enterrar. Les tombes de diversos faraons van ser construïdes com piràmides, per a la seva glòria. Les majors són les atribuïdes a Snefru, Keops (la Gran Piràmide de Guiza) i Kefren. També construïen grans palaus per comoditat del faraó, però la vida terrenal era menys important que la d'ultratomba, de manera que no eren de pedra i no han tingut la durada que tombes i temples.

## Escultura

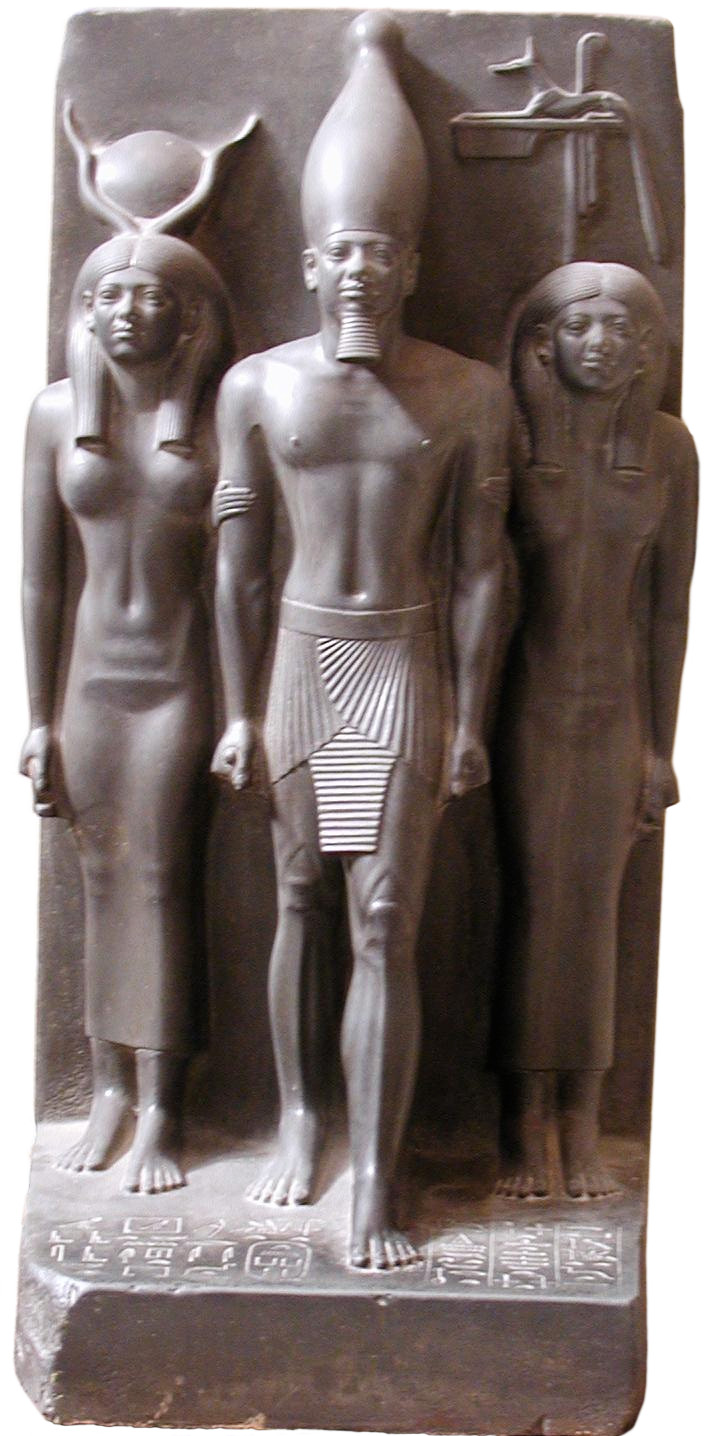
El faraó Menkaure (Micerí)

L'escultura es va practicar en l'Antic Egipte ja des del període Predinàstic, amb admirable perfecció en estatuària i baixos relleus, conservant milers d'objectes llaurats en fusta, ivori, bronze (de vegades daurat i amb incrustacions de or i argent), faiança i sobretot en pedra, a vegades de gran duresa. Les estàtues representen en general divinitats, faraons, personatges importants i de vegades, personatges anònims ocupats en quefers domèstics, així com maquetes d'habitatges o tallers la destinació era una tomba, on representaven les possessions del difunt. Durant el regnat de Akhenaton es va imposar un cert realisme, en contraposició amb el hieratisme tradicional.

### Esfinxs
Les esfinxs van ser una de les representacions escultòriques dels egipcis. Amb cos de lleó i cap humà, eren símbol de la reialesa i el seu cap solia ser la del faraó regnant, encara que també representaven els déus, en aquest cas amb caps d'animals. Es van col·locar en diversos llocs, però sobretot flanquejant les avingudes als temples. L'Esfinx de Guiza és un gran monument a la riba occidental del riu Nil. Va ser construïda possiblement durant la quarta dinastia. El cap podria representar el faraó Khefren, tenint un cos amb la forma d'un lleó. Es va realitzar tallant un turó natural de roca calcària a l'altiplà de Guiza. En origen estava pintada en vius colors: vermell el cos i la cara, i el Nemes que cobria el cap amb ratlles grogues i blaves. Les seves dimensions principals són: uns 72 metres de longitud, vint d'alçada i catorze d'amplada, mesurant la cara al voltant de cinc metres.

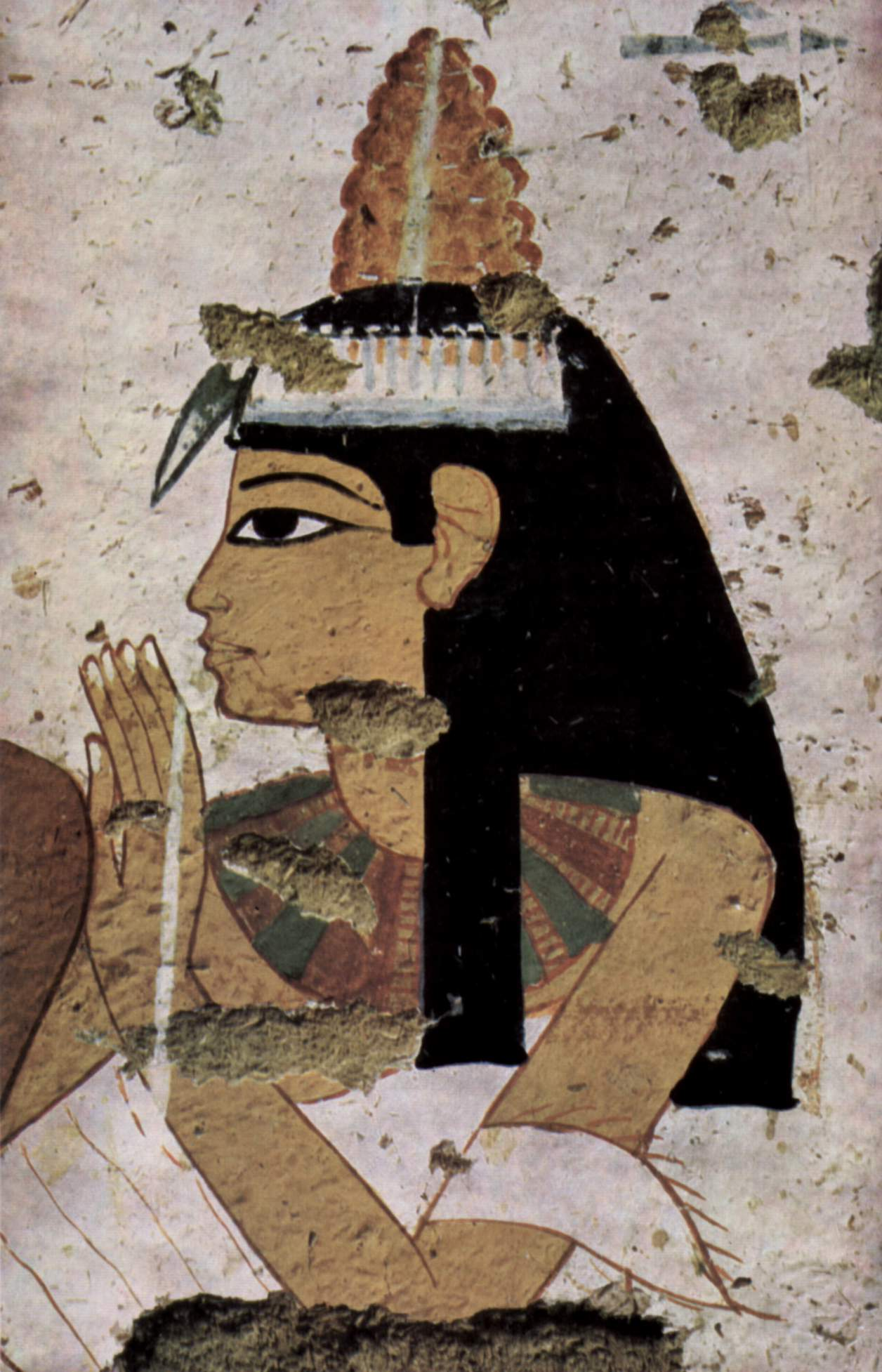
Tomba de Nebamun.

## Pintura
Els egipcis es van servir de la pintura des de les primeres dinasties no només per decorar les càmeres sepulcrals, els temples i palaus, sinó per aconseguir més realisme en estàtues i baixos relleus, en les mòmia si taüts, i per embelliment de vasos i rotlles de papir. Les seves característiques principals foren:
- Ús del cànon de perfil,
- Absència de perspectiva,
- Utilització de colors plans.

## Artesania

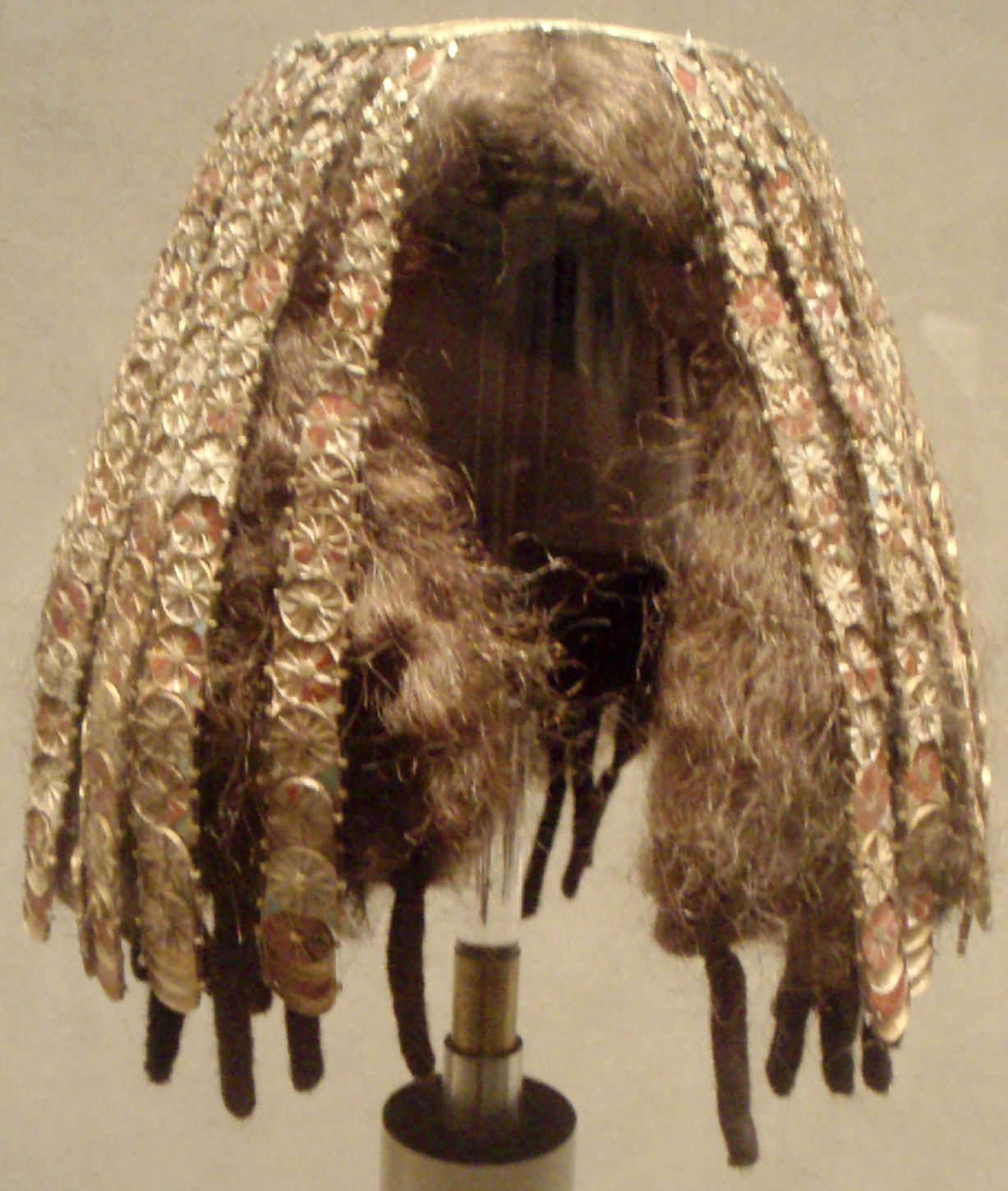
Guarniment per als cabells fet amb or, escaiola, cornalina, vidre i calcedònia. Circa 1450 aC

La gran majoria treballava pel faraó, pels temples i pels nobles, fabricant i decorant les cases, els mobles i les tombes.
Gairebé tot el que se'n coneix procedeix de l'estudi del poblat de Deir el-Medina, on els Escribes registraven qualsevol detall. Gràcies a ells se sap que els obrers cobraven regularment en gra, i els proveïen de sal, vestits i eines, però la resta d'estris com a mobles o oli havien de comprar-los. El salari era de 5'5 sacs (un sac equivalia a 65 kg) de gra al mes, més o menys 11 han de, i si un litre d'oli o un ganivet costaven un o dos han de, cadires o llits arribaven als 20, i un sarcòfag podia oscil·lar entre 25 i 200, per la qual cosa feien encàrrecs particulars anés d'hores. Alguns practicaven diferents sistemes d'estalvi: ajornar el cobrament mensual tant com es pogués per cobrar d'una vegada, o bé comprar a crèdit, alguna cosa arriscat perquè d'incomplir el termini el morós era condemnat a pagar el doble. En general, els obrers treballaven en setmanes laborals de deu dies seguits d'un festiu, però hi ha manuscrits que relaten que durant molt llargs períodes els esclaus no tenien festius. Dividits en grups sota les ordres de capatassos, treballaven en jornades d'unes vuit hores, fins a l'arribada del menjar i beguda des del poble. En l'any 1170 aC, sota el regnat de Ramsès III, el retard en el pagament de salaris i la gana va portar als obrers de Deir el-Medina a la vaga, aconseguint els seus objectius.

### Ceràmica
S'han trobat bells objectes de ceràmica corresponents a èpoques diferents, des dels inicis de la seva civilització. En les seves cambres sepulcrals s'han descobert representacions de terrissaires modelant atuells a torn que es remunten almenys a la dinastia IV. No obstant això, la ceràmica era d'ús corrent, per als objectes de luxe s'utilitzaven altres materials: això té com a conseqüència la manca d'ornaments i pintura en la major part dels trobats. La ceràmica esmaltada es va usar ja en la decoració dels passadissos subterranis d'emmagatzematge de la Piràmide esglaonada de Djoser (c. 2650 aC), les atuells del mateix material es remunten a la dinastia XII (c. 2000 aC).

### Orfebreria
Des de l'època predinàstica es va emprar amb profusió l'or en estris valuosos, i també per recobrir o xapar altres de bronze, pedra o fusta. Les mines de coure de la península del Sinaí es van explotar ja en època de les primeres dinasties, així com les de pedres precioses. Les atuells d'ús quotidià en temples i palaus eren d'or amb relleus i gravats de figures disposades al voltant de les mateixes. En or, bronze daurat i ivori (rarament en plata, molt escassa a Egipte) es van llaurar moltíssimes estatuetes en honor de les divinitats i alts personatges. Així mateix van ser adornats amb pedreria mobles, braçalets, collarets, anells, etc i Es revestien amb planxes d'or o d'electrum les portes dels temples, els relleus de pedra i encara els sòcols i obeliscs més estimats. Es feia servir el bronze com a material ordinari en estris domèstics i en estàtues, adornats de vegades amb incrustacions d'or i plata.

### Vidre
El vidre va ser utilitzat des de èpoques molt antigues per a l'elaboració de comptes per collarets i braçalets, ulls per estàtues, figures i amulets variats, plaquetes per adorn de mobles, imitacions de pedres fines i com atuells i petites estàtues de colors diferents. Les primeres atuells van ser elaborades durant el regnat de Thutmosis III (1500 aC), i s'utilitzava la tècnica de modelat sobre un nucli d'argila. Solen ser flascons cilíndrics i àmfores allargades i estretes, sovint decorades amb ratlles multicolors, de vegades amb figures i imitacions de filigranes o altres ornaments. S'han trobat a les tombes, i gairebé sempre ofereixen poca transparència i curioses irisacions a la superfície, que es desfeien al tocar-los: tot això és degut, en part, a les impureses. El vidre incolor i transparent, va començar a utilitzar-se en l'època saita (dinastia XXVI, segle VII aC).

## Música

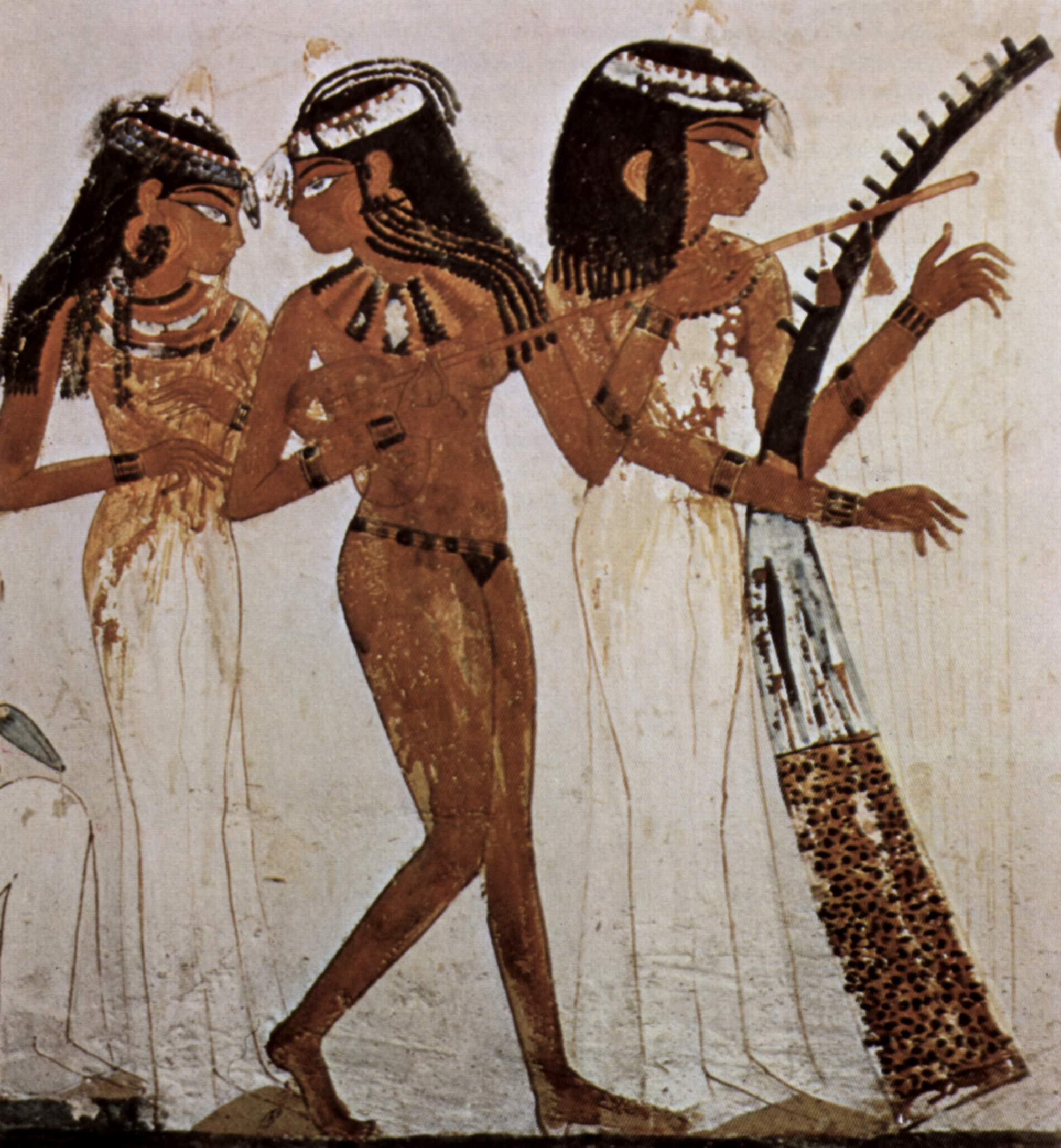
Intèrprets de música.

La música a l'antic Egipte no era només el que nosaltres entenem per ella, uns sons ordenats de determinada manera, era també la representació d'uns coneixements que formaven part del pensament cultural. Per a l'estudi de la música, és imprescindible l'estudi dels instruments musicals conservats als museus, de la iconografia musical de les tombes, de les fonts egípcies i de l'etnomusicologia. Tant la dansa com el cant, eren de tipus melòdic; poden reconstruir amb ajuda dels textos, i, en el cas de la dansa, per les coreografies representades en pintures i relleus. L'afició dels egipcis a la música podem mesurar pel fet que el jeroglífic amb què la designaven era el mateix que per a la paraula benestar, a més de considerar-la una ciència tan important que era estudiada pels sacerdots.

## Literatura

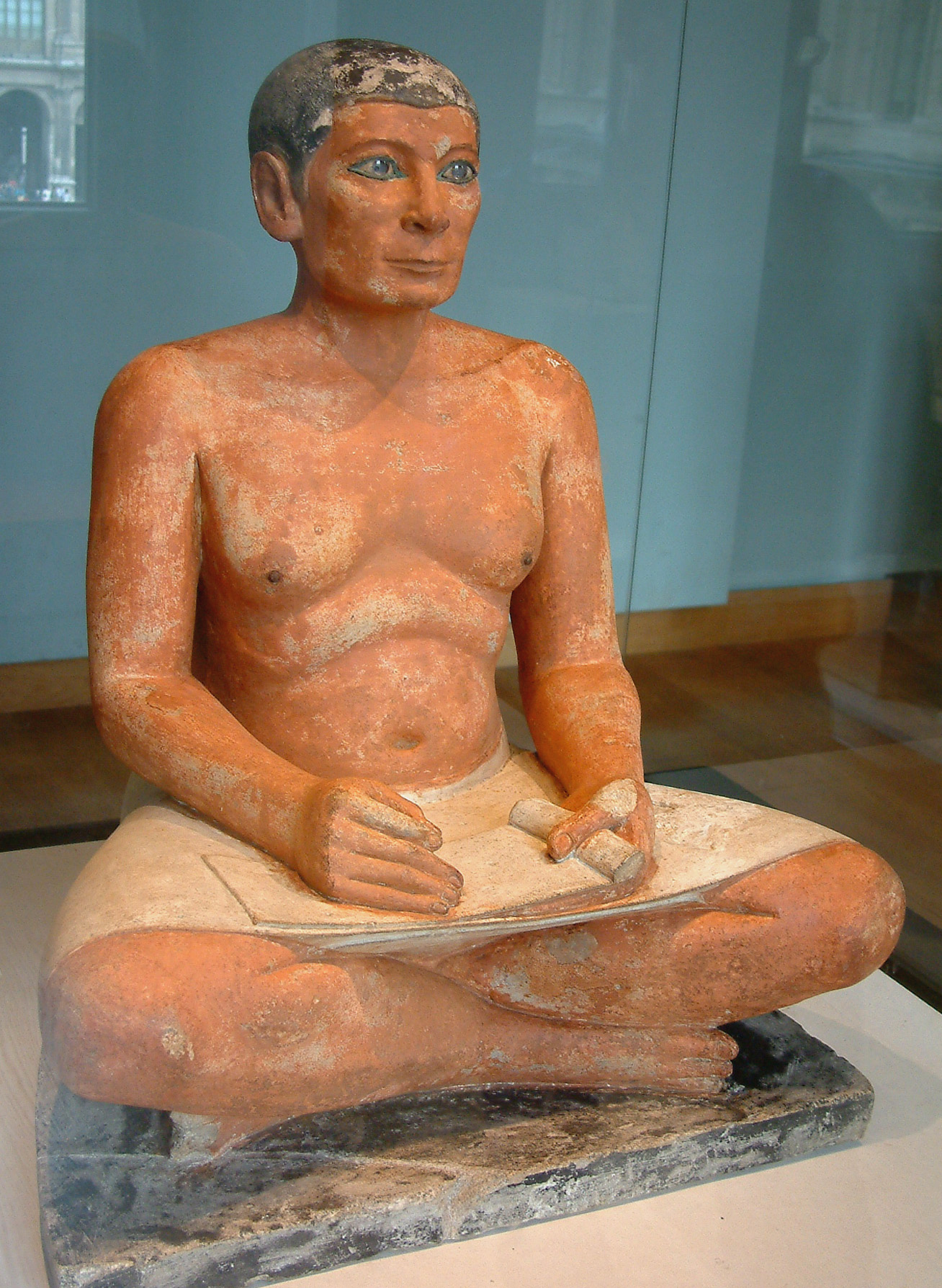
«L'escriba assegut». Louvre.

Els jeroglífics van ser un sistema d'escriptura inventat i utilitzat pels antics egipcis des de l'època predinàstica fins al segle iv. El sistema d'escriptura egipci comprèn tres tipus bàsics: jeroglífica, hieràtica i demòtica, aquesta última corresponent al període tardà d'Egipte. Els més antics documents d'escriptura coneguts van ser trobats al enterrament del sobirà predinàstic Horus Escorpí, trobat l'any 1997, en Umm al-Qaab, Abidos, datats mitjançant carboni 14, de 3.300 a 3200 aC
La literatura egípcia va arribar al seu zenit amb la Història de Sinué i els Textos dels Sarcòfags.

## Ciència
La ciència de l'antic Egipte va gaudir de gran prestigi des de temps remots. És enormement significatiu l'alt nivell que va desenvolupar aquesta civilització i l'amplitud de coneixements que els seus escribes havien arribat a dominar. La tradició reflecteix que els homes savis de l'antiga Grècia anaven a aprendre a Egipte, on hi havia una ciència venerable i un elevat nivell de coneixements científics, encara que algunes vegades barrejats amb pràctiques màgiques.

### Matemàtiques
Entre totes les branques de la ciència que van desenvolupar, la que més van avançar van ser les matemàtiques. La necessitat de tornar a marcar els límits dels terrenys al baixar el nivell de l'aigua del Nil, després de les inundacions anuals, va impulsar el desenvolupament de la geometria i els instruments de mesura, tant del terreny com del temps, que van ser bastant precisos.

### Medicina

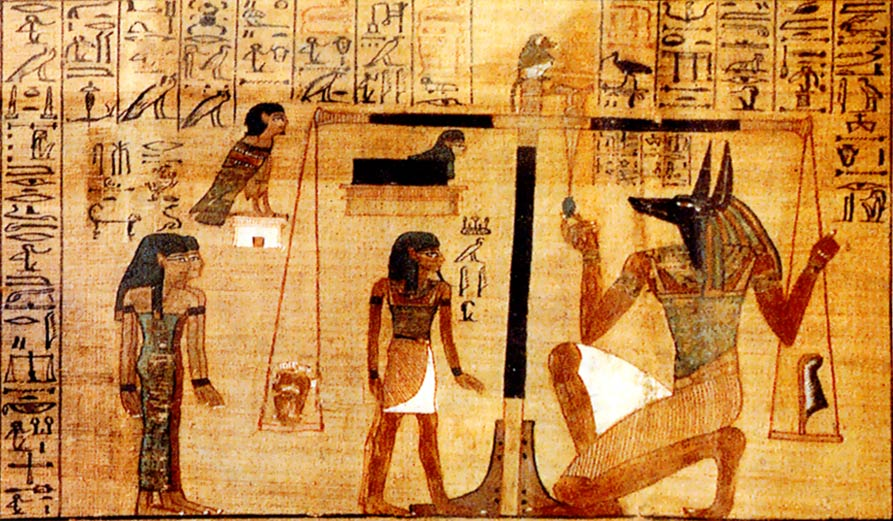
Capítol 125 del Llibre dels Morts. El Judici del difunt simbolitzat pel pesatge del cor del mort enfront del pes d'una ploma, tot presenciat per Anubis. Es creia que si el cor era més lleuger que una ploma significava que el difunt mereixia el seu passatge al més enllà, en canvi, un cor pesat implicava una consciència plena de pecats, passible de ser devorat per les criatures de l'inframón.

A l'antic Egipte els metges, Sum-un "els homes dels que pateixen o estan malalts", es formaven a escoles especials: les cases de la vida que estaven vinculades als temples, com les de Sais i Heliòpolis. Han perdurat diversos papirs amb diagnòstics i receptes de tota mena, com el papir Edwin Smith, que és el document quirúrgic més antic que es coneix (segle XVII aC). La medicina era gratuïta, i els metges funcionaris de l'estat.

## Mitologia egípcia
La mitologia egípcia és el nom del conjunt de creences sustentades pels pobladors de l'antic Egipte, la pràctica va ser prohibida en temps de Justinià I, a 535 dC, amb la imposició del cristianisme. El lapse del seu desenvolupament és de més de tres mil anys, variant aquestes creences al llarg del temps, tot i que eren la base de tota l'organització de la societat: des del poder de l'faraó fins a la forma d'inhumació, totes els costums eren conseqüència directa de la concepció religiosa del món que tenien. Els seus principals déus van ser: Ra, Amon, Anubis, Aton, Horus, Osiris, Hapy, Atum, Bes, Ptah, Seth, Tot, Apis, Bastet, Hathor, Isis, Maat, Neftis, Tefnut.